# Degressieve belasting
Een degressieve belasting is een vorm van belasting waarbij het tarief lager wordt naarmate de grondslag stijgt. Deze staat dus tegenover de vlaktaks waarbij voor iedere grondslag hetzelfde percentage geldt en de progressieve belasting waarbij het tarief hoger wordt naarmate de grondslag stijgt. 
Voor het geheel van inkomstenbelasting en sociale premies waarbij uitkeringen, toeslagen/subsidies en kwijtscheldingen in mindering worden gebracht kan dit in een bepaald bereik van lage inkomens inderdaad voorkomen. Als men bijvoorbeeld wegens een inkomen onder het sociale minimum een bijstandsuitkering krijgt, waarbij de eventuele zelf verworven inkomsten worden aangevuld tot de bijstandsnorm, komt dit neer op een marginale druk van 100%. Deze situatie wordt de armoedeval genoemd.
Gerelateerd aan inkomen is btw met één tarief een degressieve belasting voor zover iemand met een laag inkomen relatief weinig spaart. Een lager tarief voor de meer noodzakelijke uitgaven maakt de btw gerelateerd aan de totale uitgaven de facto progressief: wie veel uitgeeft betaalt op het totaal van zijn uitgaven een hoger gemiddeld tarief, doordat op een relatief groot deel het hoge tarief van toepassing is.
Sommige kleinere Zwitserse kantons hebben in de onderlinge belastingconcurrentie degressieve tarieven ingevoerd waarbij de allerrijksten het laagst worden belast. Dit heeft hen van diverse zijden kritiek opgeleverd, zowel binnenlands van de grotere kantons en socialisten als buitenlands van boze buurstaten.